# Krýsuvík

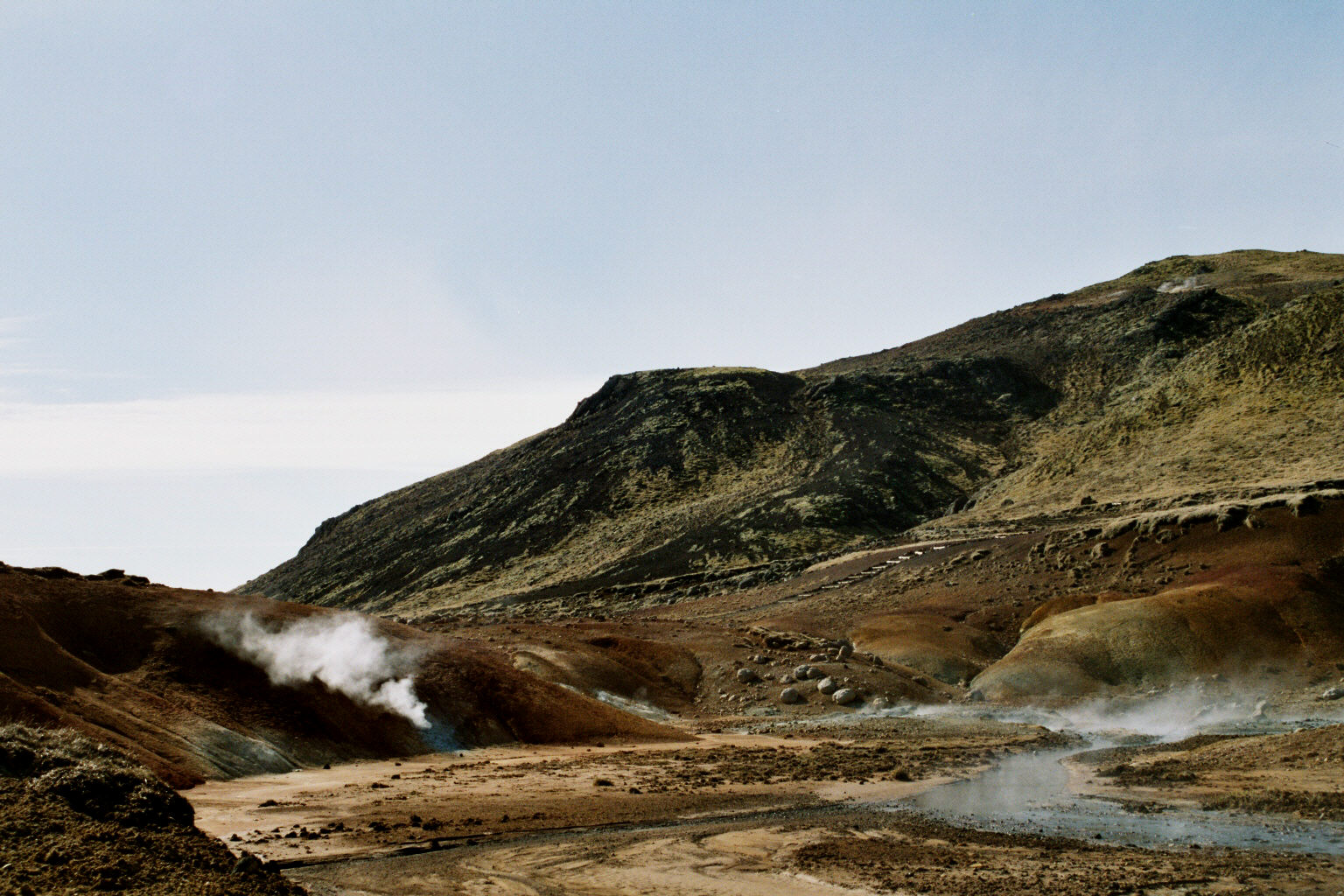
Krýsuvík en 2004.

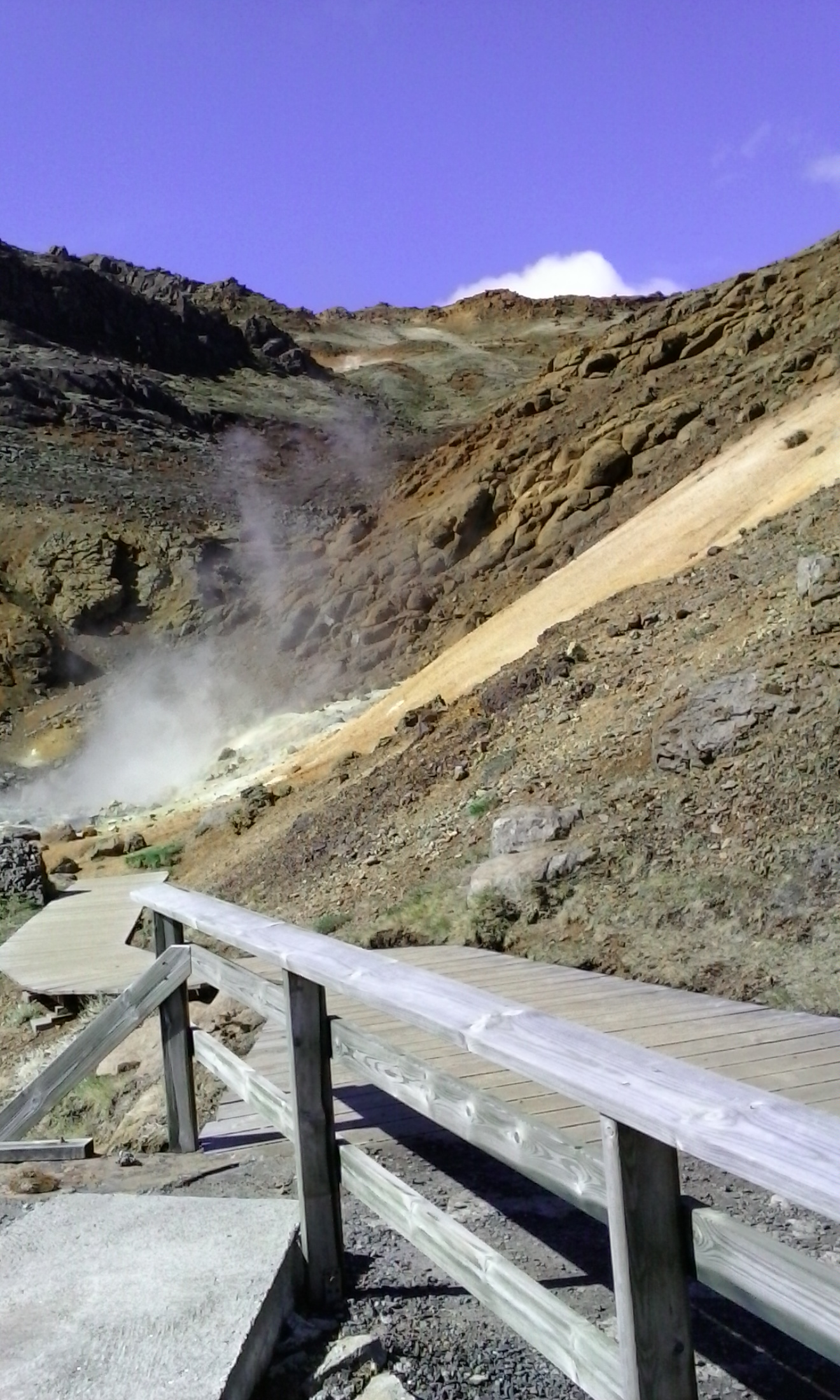
Seltún

Krýsuvík es un área geotermal situada en la península de Reykjanes al sur de Islandia. Se encuentra en la zona meridional de Reykjanes en medio de la fisura volcánica en la dorsal Mesoatlántica que atraviesa la isla.

## Características
Krýsuvík comprende varios campos geotermales, como Seltún. Aquí se han creado solfataras, fumarolas, "ollas de barro" y manantiales de agua termal, el suelo es de color amarillo brillante, rojo y tonos de verde. Entre 1722 y 1728 se explotaron los depósitos de sulfuro así como en el siglo XIX. El científico alemán Robert Bunsen visitó el sitio en 1845 y, basándose en sus investigaciones en el lugar, propuso una hipótesis sobre la formación del ácido sulfúrico en la naturaleza.
Cerca de los campos geotermales hay varios maars, que son cráteres volcánicos que se forman por la explosión de agua subterránea. El inusual verdi-azul lago Grænavatn se formó en uno de esos maars. A principios de los 1970 se hicieron aquí perforaciones de prueba, algunos de estos agujeros se han convertido en geysers artificiales e irregulares , uno de los cuales explotó en 1999, dejando un cráter.
Krýsuvík es un área de excursionismo muy popular, y se ha desarrollado cierta infraestructura turística.
El mayor lago del área, el Kleifarvatn, comenzó a menguar debido a un terremoto en 2000 y ha perdido un 20 % de su superficie. 
Hubo algunas granjas hasta el siglo XIX, que fueron abandonadas. Solo una pequeña capilla, Krísuvíkurkirkja, construida en 1857, se mantuvo, hasta que se quemó por completo el 2 de enero de 2010.